# Niedaszów
Niedaszów – wieś w Polsce położona w województwie dolnośląskim, w powiecie jaworskim, w gminie Mściwojów, przy drodze wojewódzkiej nr 374. Wieś położona jest 6 km na południowy wschód od Jawora na pograniczu Równiny Jawora i Wzgórz Strzegomskich należących do makroregionu Przedgórze Sudeckie, na wysokości 200 m n.p.m., a najwyższym miejscem w obrębie jest punkt o wysokości 213,0 m n p.m. Geologicznie Niedaszów leży na bloku Sudeckim, gdzie lite skały starszego podłoża (karbońskie granity) ukazują się wyspowo na powierzchni w większości przykryte luźnymi osadami trzeciorzędowymi i czwartorzędowymi o miąższości ok. 40 m. Zabudowa wsi ma układ ulicówki. Rozciąga się na długości 0,8 km po obu stronach drogi wojewódzkiej nr 374. Większość budynków stanowi zabudowę przedwojenną. Budownictwo powojenne występuje jako dogęszczenie istniejących terenów zurbanizowanych. W dokumentach wymieniona już w 1291 roku, aczkolwiek jest prawdopodobnie jeszcze starsza. Niektóre źródła podają, iż wcześniej znajdowała się tu wieś Pacoslawice, która być może została wchłonięta przez Niedaszów. Jeszcze przez długie lata miejscowa ludność używała nazwy Pakselndorf. W źródłach wzmiankowana jako Herczogenwalde (1324 r.), Herzogenwalde (1333 r.), Hertzogewalde (1507 r.), Hertzogwaldau (1687 r.), Herzogswaldau (1786 r.).
W ciągu wieków Niedaszów był niewielką posiadłością, która wchodziła w skład innych większych majątków. O mniejszym znaczeniu Niedaszowa świadczy m.in. brak kościoła oraz rezydencji (dworu, pałacu). Mieszkańcy należeli do parafii w Rogoźnicy. Cechą charakterystyczną wsi był duże wielopokoleniowe gospodarstwa kmiece, zwane dworami. O nich wzmiankują źródła już w roku 1600. W 1657 roku właścicielem posiadłości został starosta księstwa świdnicko-jaworskiego – baron Otto von Nostitz z Luboradza. Do niego należały także inne okoliczne włości. W 1726 roku obciążenia podatkowe z folwarku dworskiego wynosiły 1233 talary, chłopskie zaś 1700 talarów. Ważnym wydarzeniem w życiu wsi było otwarcie w 1742 roku szkoły ewangelickiej. W 1786 roku we wsi mieszkało 257 osób. Wiek XIX to okres rozwoju wsi. W kronikach i dokumentach z 1825 roku jako właściciel posiadłości w Niedaszowie występuje hrabia von Nostitz-Rineck. Niedaszów liczył wtedy 371 mieszkańców. Z opisu miejscowości wiemy, że obok wspomnianej szkoły, było tu 40 domów oraz wiatrak. Ewangelicy i katolicy należeli do parafii w Rogoźnicy. W 1840 roku wieś liczyła już 56 domów, były też dwie gospody. Trzoda hodowlana liczyła 249 sztuk bydła i 733 merynosy. W Niedaszowie było dziedziczne sołectwo sędziego, od 1857 roku wraz z karczmą sądową było ono w posiadaniu rodziny Scholz. Jej najbardziej znanym przedstawicielem był etnograf Oskar Scholz, którego zbiory do dziś znajdują się w jaworskim Muzeum Regionalnym.
Niedaszów słynął przede wszystkim z upraw warzyw i sadownictwa. Duże nadzieje na dalszy rozwój wsi jej mieszkańcy wiązali z budową linii kolejowej Jawor-Strzegom (1856 r.). Linię pociągnięto jednak nieco na północ od Niedaszowa, co spowodowało, że nie zlokalizowano tu stacji kolejowej. W 1920 roku wieś liczyła 625 mieszkańców. W okresie międzywojennym osada został poddana eksperymentalnej elektryfikacji. W ramach całego przedsięwzięcia w gospodarstwach zamontowano szereg maszyn i urządzeń do obsługi produkcji rolniczej. Dodatkowo we wsi rozbudowano dodatkową infrastrukturę techniczną (m.in. kanalizację, wodociągi). To wszystko zwiększyło produkcję rolną. W 1945 roku Niedaszów znalazł się w granicach państwa polskiego. W latach 1945–1947 funkcjonował pod nazwą Książęcy Las. Nazwa Niedaszów obowiązuje od 1947 roku.
W związku z budową zbiornika wodnego „Mściwojów” prowadzono tu badania archeologiczne. Odkryto szereg obiektów, typowych dla tego rodzaju miejscowości (narzędzia gospodarcze, naczynia, elementy mieszkalne, itd.).

## Podział administracyjny
W latach 1975–1998 miejscowość administracyjnie należała do województwa legnickiego.

## Edukacja
Szkoła Podstawowa w Niedaszowie istniała od czasów powojennych aż do 31 sierpnia 2011 kiedy to Uchwałą Nr VIII/42/11 Rady Gminy Mściwojów z dnia 20 maja 2011 r. została zlikwidowana. Obecnie na wydzielonym terenie szkoły znajduje się świetlica wiejska i kaplica.